# Richebourg, Haute-Marne
Richebourg är en kommun i departementet Haute-Marne i regionen Grand Est (tidigare regionen Champagne-Ardenne) i nordöstra Frankrike. Kommunen ligger i kantonen Arc-en-Barrois som tillhör arrondissementet Chaumont. År 2022 hade Richebourg 248 invånare.

## Befolkningsutveckling
Antalet invånare i kommunen Richebourg
| Referens: INSEE |